# Пъдарско
Пъдарско е село в Южна България. То се намира в община Брезово, област Пловдив.

## География
Селото се намира на 30 км от град Пловдив. Както повечето села в България, то е населено почти изцяло от възрастни хора, които обаче са дружелюбни и гостоприемни. Къщите са направени от кирпич (вид тухли, изработвани от кал, глина и пръчки). Почвите в района са изключително плодородни и работливите стопани отглеждат различни видове плодове и зеленчуци.

## История
До 1934 година името на селото е Куруджиларе.
През размирните години в Османската империя (края на XVIII в. и началото на XIX) селото е опожарявано два пъти от кърджалии и еничари, въпреки че мнозинството от населението е било мюсюлманско, една част от българското население е избито, оцелелите жители на селото поемат, като своите предшественици, трудните пътеки на изгнаничеството. В селото не остава нито един българин. Даже старото му българско име е забравено.
Пъдарско става отново българско село след Освобождението. Турците постепенно се изселват. Селяни от съседните български села се заселват в Пъдарско, където изкупуват имотите им. Новите преселници са предимно бедни селяни, които нищетата е принудила да напуснат родните си села и да търсят препитание в Пъдарско. Макар и крайно бедни, новите жители на селото са будни и предприемчиви българи, жадуващи за по-добър щастлив живот. Между тях е Петър Арабаджията, брат на Иван Арабаджията, верен другар и съратник на Васил Левски. Той е председател на революционния комитет в с. Чернозем (Каратопрак), в чийто дом не един път отсяда Васил Левски на път от Карлово за Пловдив и обратно. Той е и депутат във Великото народно събрание в Оборище през 1876 г. 
Между новите жители на Пъдарско има редица други будни и предприемчиви българи. Христо Личев, преселник от с. Дълго поле, с пето класно образование, е първият местен учител и секретар-бирник. Васил Митев Арбов от с. Каратопрак, със седмо класно образование, е образцов стопанин и един от основателите на читалището. Димитър Лапков от с. Р. Конаре пръв заменя дървеното рало с плуг, създава овощна и зеленчукова градина, облагородява овощни дръвчета, обзавежда малък разсадник за овошки. Пръв изпраща да учи сина си в гимназия. Стоян Славов от с. Р. Конаре – Горски пазач, също изпраща сина си да учи в гимназия. Къни Славов от с. Р. Конаре обзавежда два рибарника, зеленчукова и черничева градина, поставя водно колело (долап) над реката и използва водната сила за пълнене на рибарниците. Поставя началото на отглеждането на копринената буба и производството на пашкули.

## Културни и природни забележителности
В центъра на село Пъдарско, до кметството, има паметник на дядо Петър Арабаджията, който е бил съратник на Левски.
Има читалище, в чиято сграда се помещава библиотека, картинна галерия, чиито картини са дарение от художника Никола Лапков, родом от село Главатар, пенсионерски клуб, и предстои откриване на Етнографски музей по случай 90-годишнината на читалището.

## Редовни събития
Редовно събитие е местният традиционен събор, който се организира в последната събота на месец август.
На Архангелов ден църквата празнува своя патронен празник. По този случай се вари курбан.

## Други
Футболният отбор на Пъдарско се казва „Сокол“. Отбора се намира „Б“ Областна група. Мениджър на отбора е Петър Петров, а капитан е Красимир Рашков. Отбора се радва на голяма посещаемост от хората в селото и околните села. Отборът разполага с едно от най-добрите спортни съоръжения в групата, като предстои ремонт на спортното съоръжение. През сезон 2017/18 отборът се състезава в „Б“ областна група – Север.
1. ↑  www.grao.bg